# Kleinpestitz
Kleinpestitz ist ein Stadtteil im Süden der Stadt Dresden. Zusammen mit Mockritz bildet Kleinpestitz den statistischen Stadtteil Kleinpestitz/Mockritz im Stadtbezirk Plauen.
Die Flur Pestitz erstreckt sich zwischen der Höhe des Tonberges und dem Kaitzbachtal.

## Geschichte

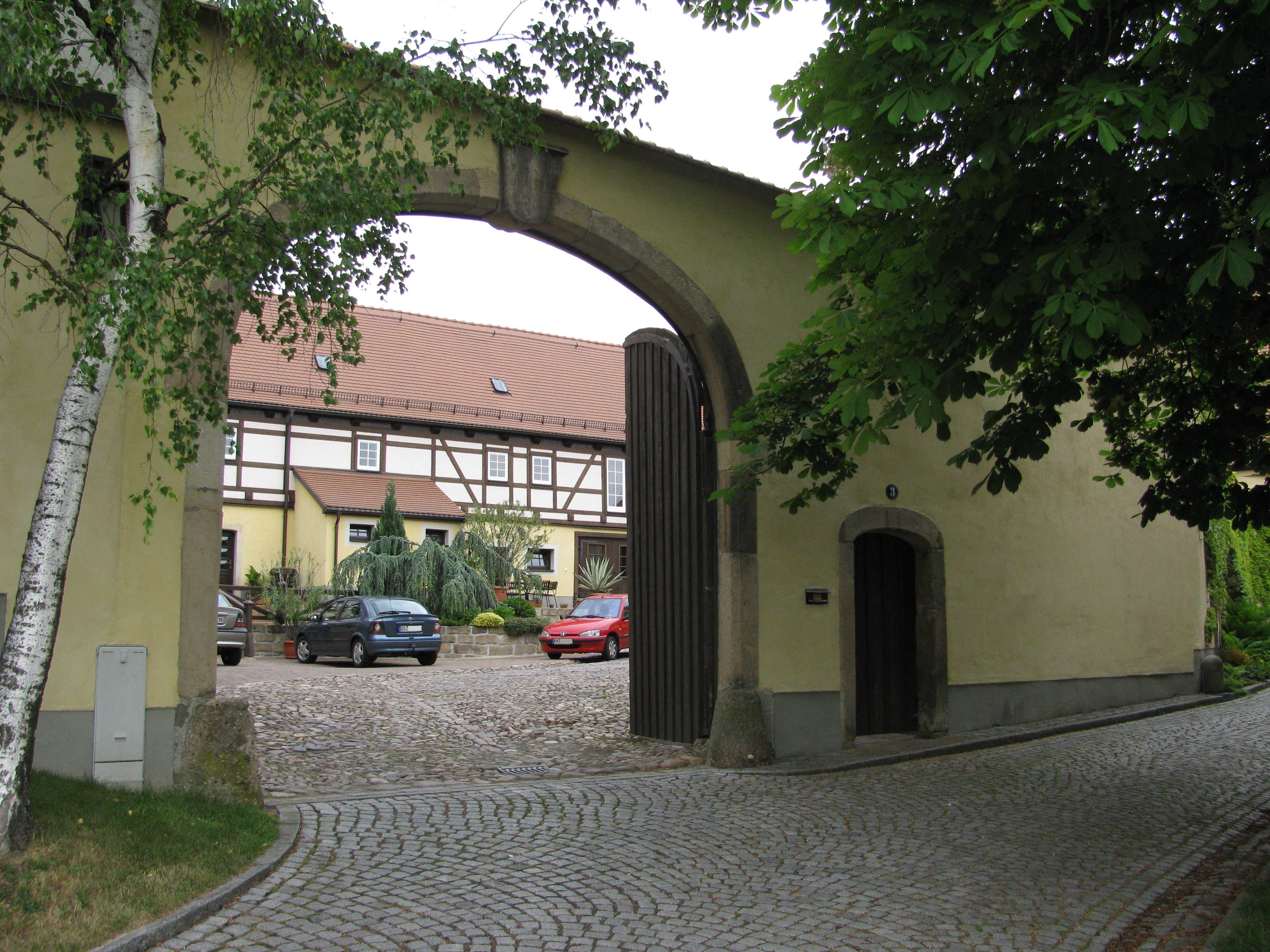
Blick durch einen alten Torbogen im Dorfkern

Im Jahr 1370 wurde der Ort erstmals als Pestewicz (altsorbische Bedeutung: Leute des Pest) erwähnt. Um 1495 waren drei Bauernwirtschaften im Ort angesiedelt. Der kleine Bauernweiler Pestitz lag gleich neben dem Dorf Mockritz. Im Jahr 1620 gehörte der Ort dem Bauern Palitzsch. Für seine Tagelöhner ließ er sechs Häuser errichten. Das ehemalige Palitzschsche Gut ist bis heute erhalten. Zinspflichtig war Kleinpestitz dem Meißner Hochstift, kirchlich unterstand das Dorf bis 1889 der Frauenkirche. Da Kleinpestitz nie eine Schule hatte, besuchten die Kinder die Schule von Kaitz und ab 1893 die gemeinsam erbaute Schule zu Mockritz.

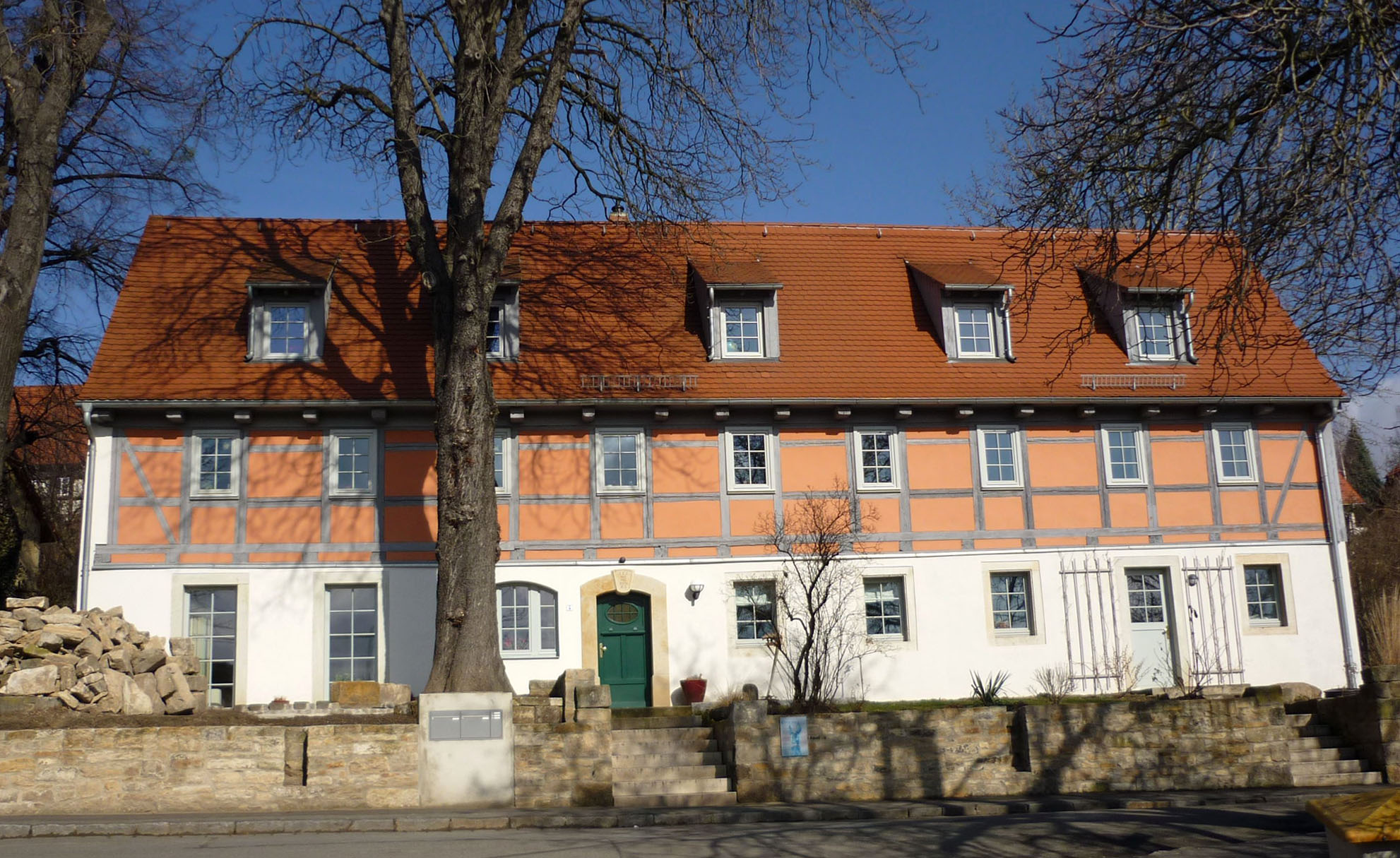
Moreauschänke, Gasthof von 1912 bis 1988

Der Schlussstein der nach Jean-Victor Moreau benannten Moreauschänke zeigt die Jahreszahl 1813. Die Gaststube wurde mit Gemälden der Schlacht um Dresden im Jahr 1813 geschmückt. 
Nach dem Ersten Weltkrieg entstand im Ort eine kleine Eigenheimsiedlung nordöstlich des Dorfplatzes. 1921 wurde der Ort nach Dresden eingemeindet. Bei den Bauarbeiten wurden 1926 an der neuen Eigenheimstraße die Überreste einer eisenzeitlichen Siedlung entdeckt.
In den 1970er und 1980er Jahren entstanden auf dem Gebiet von Kleinpestitz drei Plattenbau-Siedlungen – nördlich der Kohlenstraße bis zum Westendring, südlich der Kohlenstraße, und nördlich der Südhöhe.
In Erinnerung an die früheren Dresdner Ratsherrengeschlechter benannte man die Straßen im Ort nach deren Familiennamen, so die Bernerstraße, Isfriedstraße, Römchenstraße, Tirmannstraße und Zieglerstraße. Nach der Wende entstanden zwischen Altpestitz und der Südhöhe an Stelle der früheren Schweinemastanlage neue Wohnhäuser. Kurzzeitig wurden die Gebäude der Mastanlage noch als Möbelmarkt genutzt, aber schließlich im Jahr 1994 abgerissen.